# Murphydium foliatum
Murphydium foliatum là một loài nhện trong họ Linyphiidae.
Loài này thuộc chi Murphydium. Murphydium foliatum được Rudy Jocqué miêu tả năm 1996.